# バブル時代
バブル時代（バブルじだい）では、1986年から1991年までの日本で起こったバブル景気の時代について記述する。

## ビジネス

### 地上げ
潤沢な資金を背景に大都市の再開発の動きが活発になった。1980年代後半、東京原宿の「原宿セントラルアパート」のビルは、大規模な地上げの舞台となった。
都心の優良地区には、地権が細分化された上に借地借家が多数混在し、権利関係が複雑に絡んでいるケースがあった。日本においては、借地借家法によって借主の権利が保護されていたため、土地をまとめて大規模開発をするプロジェクトは必然的に推進が困難となった。そのため、大都市周辺の土地取得のため、大手不動産会社を代表したり、依頼を受けた地上げ屋（主に暴力団員）の強引な手口による「地上げ」が行われるようになり、社会問題となった。東京都内では、暴力団も含んだ地上げ屋による土地所有者への嫌がらせが横行し、放火なども相次いだ。
しかし、計画を完遂できないままにプロジェクトが中止されるケースも多数生じ、バブル崩壊後には往々虫食い状態の利用しにくい空き地が残されることとなった。これらの空き地は「バブルの爪あと」などとも呼ばれる。

### 財テクブームと消費の過熱

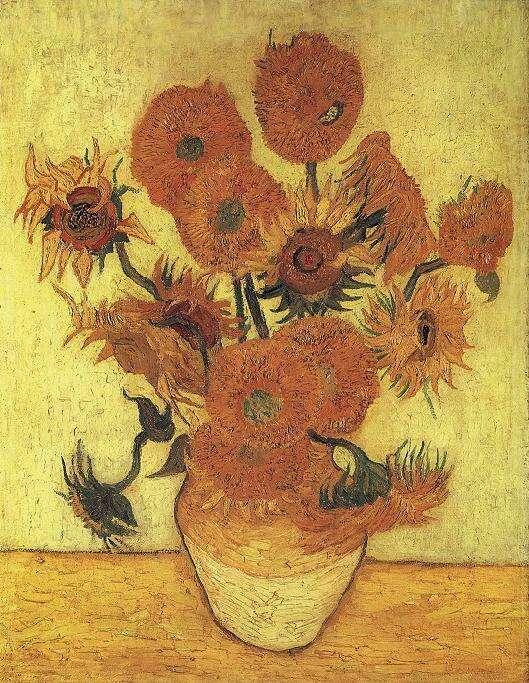
1987年、安田火災（当時）が約57億円で購入した絵画「ひまわり」

バブル経済下では金融・資産運用で大幅な利益を上げる例が強調され、企業においても本業で細々と着実に利益を上げたり、保有株式の配当金等よる利益（インカムゲイン）を上げるのでなく、所有する土地や高級車、マンション、金融資産を運用して大きな収益（キャピタルゲイン）を上げる「財テク（○○転がし）」に腐心する例もあった。
潤沢な資金による買い漁りの対象は、NTT株の公開に伴う一般投資家による投資ブームや、フェラーリやロールス・ロイス、ベントレーなどの高級輸入車、サザビーズなどが開催したオークションによるゴッホやルノワールなどの絵画や骨董品、にまで及ぶなど、企業や富裕層のみならず、一般人まで巻き込んだ一大消費ブームが起きた。
これらの背景には、中小企業主に対する融資が緩くなったことや、企業に勤めて新居購入のために貯金をしていた世帯が、土地価格の急激な上昇のため新居取得を諦め、新車購入や旅行、消費に走ったことが原因として挙げられる。
1989年に内需拡大の掛け声とともに、所得税の国税地方税を合計した最高税率が88％から75％に引き下げられ、富裕層を中心に手取り収入が最大2倍近く増えたことが、資金供給に追い打ちをかけた形になっている。
バブル崩壊後もしばらくはジュリアナ東京のようにバブルの雰囲気は続いていた。これについてはラチェット効果（景気が悪くなっても人々は生活レベルを下げられないから、消費低下には一定の歯止めがかかる）も指摘される。

## 行政

### 公共施設
安定成長期、好景気による税収の増加を背景に、各地で利用頻度の低い公共施設を建設する例が相次いでいた。バブル時代に計画された多くの施設は、完成直後、あるいは完成した頃には不況に突入しており、箱物行政、負の遺産として問題となった。
バブル崩壊後は維持費が負担となっている。バブル期には各地で公共の水族館が建設されたが、設備の寿命が30年とされるなかで景気後退により修繕費が捻出できず、2020年ごろから閉園が相次いでいる。

## 就職

### 就職売り手市場
民間企業が好景気を受けた好業績を糧に、更に営業規模を拡大したり経営多角化を行うために新卒者向けの募集人数を拡大し、学生の獲得競争が激しくなった。多く企業が学生の目を惹き付けることを目的にテレビで企業広告を行い、立派な企業パンフレットを作成・配布して学生の確保に走った他、青田買いの一環として、都市部の大学生が主宰するイベント系サークルやそれらが企画するイベントへの協賛を行った。
学生の確保に成功した企業が内定者を他社に取られないようにするため、研修等と称して国内旅行や海外旅行に連れ出し他社と連絡ができないような隔離状態に置く、いわゆる「隔離旅行」を行った他、「内定を辞退した学生に人事担当者が暴行した」というような都市伝説まで囁かれるようになった（都市伝説一覧を参照）。
これらの背景には急激な経済膨張・業務拡大のため、夜中2時過ぎまでの残業や月に1～2日程度しか休みが取れないといった事態がざらになるなどの深刻な人手不足があり、早急に人員を確保することが急務だった。体育会系の学生は我慢強く体力があり、上下関係による人脈で後輩学生を入社させやすいというので企業からは人気があった。特に証券等は、現場が人手不足だったので、OBを通じて学生に食事を振る舞うなどしてまで入社させた。
ただし注意を要するのは、この時代には全ての大学生が誰しも一流企業への就職が楽であったわけではなく、就職人気上位30社程度の一流企業に限定すると「指定校制度」の存在と短期大学を含め大学進学率が同世代の3割程度であったことに留意する必要がある。すなわち恩恵を得たのは主に大都市圏の国立・上位私立大学である。したがって一流企業は満遍なくあらゆる大学からの採用を増加させたのではなく、バブル景気以前より長年にわたって存在していた指定校に在学する学生の採用を大幅に増加させたことがこの時期の売り手市場の傾向である。その意味でインターネット等でのエントリー制度が主流となった現在のほうが、従来の指定校漏れ大学からの一流企業就職にも少ないながら可能性が出てきたともいえる。もっとも当時の指定校制度に漏れていた首都圏の一般的な私立大学、及び地方の大学に所属する学生も業界2-4番手の大企業に就職できたことから、当時の方が総じて就職活動は容易であった。
有効求人倍率は、1991年に1.40倍を記録。リクルートの調査では、同年の大卒最高値は2.86倍になった。この時代に大量に採用された社員を指してバブル就職世代とも言われる。社内では同世代の人数が多く、社内での競争が激しくなり、一方で、就職直後にバブル崩壊を受けて業務が削減され、それぞれの社員が切磋琢磨する機会も減った。また、以後の採用が長年に亘って細ったことから「後輩」「部下」が居らず、長く現場の最前線に立たされ昇進もままならない者も多かった。
民間企業の業績・給与がうなぎ上りだったことに比べ、景気の動向に左右されにくい公務員はバブル景気の恩恵をさほどには受けなかった。このため「公務員の給料は安い、良くて平均的」といった風評が大学生の間で蔓延して、「公務員はバカがなるもの」と見下されがちだった。とりわけ地方公共団体には優秀な新卒が集まりにくく、各団体は公務員の堅実性のPRを積極的に行った。

### 文系就職
農林水産業や製造業などの分野と比較して、銀行や証券といった金融分野が大幅に収益を伸ばし、これらの業界は、さらに高度な金融商品の開発に充てる人材の確保を意図して、経済学系の学生の獲得に動いた。また、バブル景気の浮かれた雰囲気の中で、電通やサントリー、カネボウや在京キー局などの、広告出稿量の多い、もしくはマスコミや広告代理店、外資系企業などの華やかなイメージの企業の人気も高まり、文系学生のみならず理系の学生もがこれらの企業に殺到した。
好業績で注目を浴び高い給料を提示する金融業や華やかな業界への就職希望が増えたのに対し、製造業では学生の確保に苦労することになった。理系の学生が、産業界以外の分野、殊に金融業やサービス業へ就職することを指して文系就職とも言われた。これに対応するため多くの製造業が初任給を引き上げる動きに出たが、場合によっては既に在籍している社員よりも高い俸給が提示されることもあり、不公平であるとの批判も起こった。

## 文化・流行・社会現象

### メセナ活動
バブル期は、企業が文化・技術・スポーツ振興に資金提供するなど、「メセナ活動」が多かった（バブル崩壊後は、企業の経営が苦しくなり縮小していった）。

### マスメディア
放送局では大量のスポンサーが付いたことで莫大な収入が得られるようになり、番組にはジャンルを問わず多額の制作費が惜しみなく投入された。この時期はファッションモデル出身の若手俳優や女優を主役に据え、生活感が皆無な毎日の暮らしを描いた「トレンディドラマ」が若い女性にブームとなっていて、特にフジテレビ月9ドラマがその牽引役となっていた。経済学者の田中秀臣は「経済状況が好転すると、物質的消費が特徴のトレンディドラマが流行する」と指摘している。
また、アメリカに多いジャンル別FMラジオ局に倣った（スタイルを真似る、英語アナウンスの多用等）「お洒落な音楽だけを流すFM放送局」が登場したのもこの当時（J-WAVEなどJAPAN FM LEAGUE参加局や、平成新局の各社）のことであるが、これらのFM局の多くはその後、方針を修正することとなる。
テレビコマーシャルも従来の商品宣伝型CMは下火になり、それに変わって企業イメージを向上させることを目的としたCM（JR東海のシンデレラエクスプレス等）が多く製作された。

### 流行語
バブル景気直前の1984年には、金持ちと貧乏人の生活や価値観を対比させた 渡辺和博 の著書『金魂巻 現代人気職業三十一の金持ビンボー人の表層と力と構造』で使用された「○金○ビ（まるきん・まるび）」が第1回流行語大賞となり、バブル景気時にもそのまま使用される。『金魂巻』はバブル期にベストセラーとなった。またこの年、前年に『構造と力―記号論を超えて』がベストセラーになっていた浅田彰が、第二著『逃走論 スキゾキッズの冒険』で、人間のタイプを「スキゾ・パラノ」に分類し、同新語部門銅賞を受賞した。

この頃は空前の好景気で、国内外・昼夜を分かたず猛烈に働き無限のフロンティアが手に入るという雰囲気が時代の趨勢となり、「24時間戦えますか」のCMコピーが流行した。
新たな価値観・感性を持った若者は「新人類」と称された。但し「いまどきの新人類は――」などと若者をなじる時に使われ、決して肯定的な意味で使われていた訳ではない。ファッションでは「DCブランド」が持て囃され、その販売員は「マヌカン（ハウスマヌカン）」と呼ばれた。「ワンレン・ボディコン」の女性の一部が求める結婚相手は「三高」だとメディアは報じ、若手エリート・「ヤンエグ」（ヤング・エグゼクティブ。青年実業家や起業家）の服装はジョルジオ・アルマーニのソフトスーツに代表される時代であった。
若いうちに小さいながらもマンションを取得し、それを下取りに出して順次条件の良いマンションに買い換えれば、最終的には望む戸建ての住宅を手に入れられるとされ、「住宅すごろく」と言われた。
また一部の男性は女性の気を引くべくプレゼントを贈ったり、高級レストランで接待したり、彼女たちを乗せる乗用車にお金を注ぎ込んだりしているとメディアでは伝えられ、このような一部男性は「アッシーくん」、「メッシーくん」、「ミツグくん」、「キープくん」などと呼ばれた。そして彼らに対する正式な“彼氏”は「本命くん」と女性は呼んだ。
一方で、一部の羞恥心を欠いた中年女性を「オバタリアン」、品がなくて、帰宅したら家族に「風呂、飯、寝る」しかいわないような若い女性を「おやじギャル」と呼んだりもした。
セゾン文化の発信地だった「渋谷公園通り」や、港区芝浦などの「ウォーターフロント」地区が「トレンディ」で「ナウい」場所とされ、松井雅美や山本コテツなどの「空間プロデューサー」がデザインした飲食店は「カフェバー」と呼ばれた。

#### ネクラ・ネアカ
バブルの手前、フジテレビが1981年に「母と子のフジテレビ」から「楽しくなければテレビじゃない」にキャッチコピーを改め、カルチャーならぬ「軽チャー路線」を打ち出した1980年代前半ごろから、「ネクラ」・「おたく族」・「ネアカ」・「ダ埼玉」という言葉が世を席巻した。また物や人間の価値をも「上辺」を基準に判断する風潮が生まれた。その当時「ネクラ」な性格は忌み嫌われ、いじめや仲間外れの格好のターゲットにされたため、多くの人は暗いと思われることを恐怖し、努めてネアカに振舞おうとした。
『笑っていいとも!』が一大ブームになり「いいとも！」が流行語になったり、第一次漫才ブームでツービートなどのブラック漫才が流行るなど、新たなコメディのジャンルが確立したものの、相方の頭を叩いたり、悪口や人の弱みに付け入ることを言って笑いをとる風潮も生まれた。この頃から学校で「葬式ごっこ」などのいじめ問題がエスカレートした。「まじめ」も崩壊した。
尾崎豊は1980年代に大人世代に反抗する若者たちに熱狂的に支持された。しかし1980年代後半になると1986年元日に無期限活動停止、翌年には逮捕などで活動を縮小していった。

## 娯楽・消費
バブル時代には、「クリスマスは大学生が高級ホテルのスイートルームでパーティ」「赤坂・六本木では一万円札を振りかざさないとタクシーが拾えない」といった事象が起きた。

### 海外旅行
格安航空券の流通拡大にあわせて、日本人の海外旅行者が増加したのもこの時期からである。1986年には、550万人程度だった日本の海外旅行者が、わずか4年後の1990年には、1000万人を突破した。

### ゲーム機
一大ブームを起こしていた任天堂ファミリーコンピュータ（ファミコン）のゲームソフトが次々と発売され、『ドラゴンクエスト』や『ファイナルファンタジー』などが社会現象となった。
ファミコンの次を担う次世代機の競争も各社で始まり、なかでもNECホームエレクトロニクスが開発したPCエンジンの周辺機器で、当時最新鋭だったCD-ROM2システムや、セガが開発したメガドライブの周辺機器であるメガCDが組み込ませた製品が4-5万円で発売されるなど、ゲームにおいても高級志向が浸透しつつあった。1990年にSNKからリリースされたNEOGEOのように、高級ゲームの市場を開拓すべく発売されたゲーム機もある。
スーパーファミコン（任天堂）のソフトの価格が、一部を除き8,000円～10,000円台であったことも、当時の好景気を象徴している。
携帯型ゲーム機では1989年に任天堂ゲームボーイが登場し世界的大ヒットとなる。

### 電子機器
PC-98シリーズ、X68000、FM-TOWNSなどをはじめとする国内メーカー独自パソコンの全盛期である。ノートPC市場も確立していった。
パソコン通信や携帯電話・自動車電話もごく一部ながら広まりを見せていたが、まだ高価であったため、ポケットベル（ポケベル）に注目が集まった。1987年から、ポケットベル（ポケベル）での数字送信が可能になり、通信自由化による新規参入事業者との競争で低料金化、事業者参入要件の緩和や技術革新による高速化などが追い風となり、一部の若者の間でポケベルが普及し始めた。
日本でのポケベル事業自体は1968年に開始されていたが、音響通知だけで業務用途が多く、一般レベルでは普及していなかった。ポケベルが個人の生活に入り込むことで、固定電話と公衆電話が主たる通信手段の時代から、個人で通信手段を持ち歩くのが当たり前の時代へと移り変わる流れを作った。
1990年代に入ると高校生から20代前半の一部の若者の間で、数字の語呂合わせでメッセージを送り合う言葉遊びが流行り、恋人同士でも連絡しあうような文化も生まれるが、ポケベルがブームになるのは、バブル崩壊後となる。

### クリスマス・ホテル

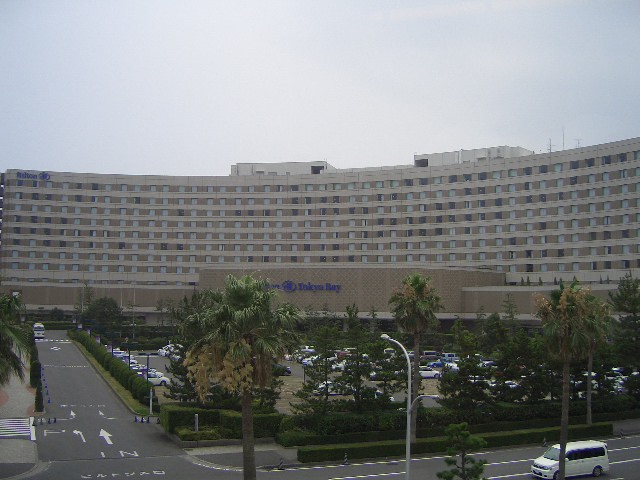
東京ベイヒルトン

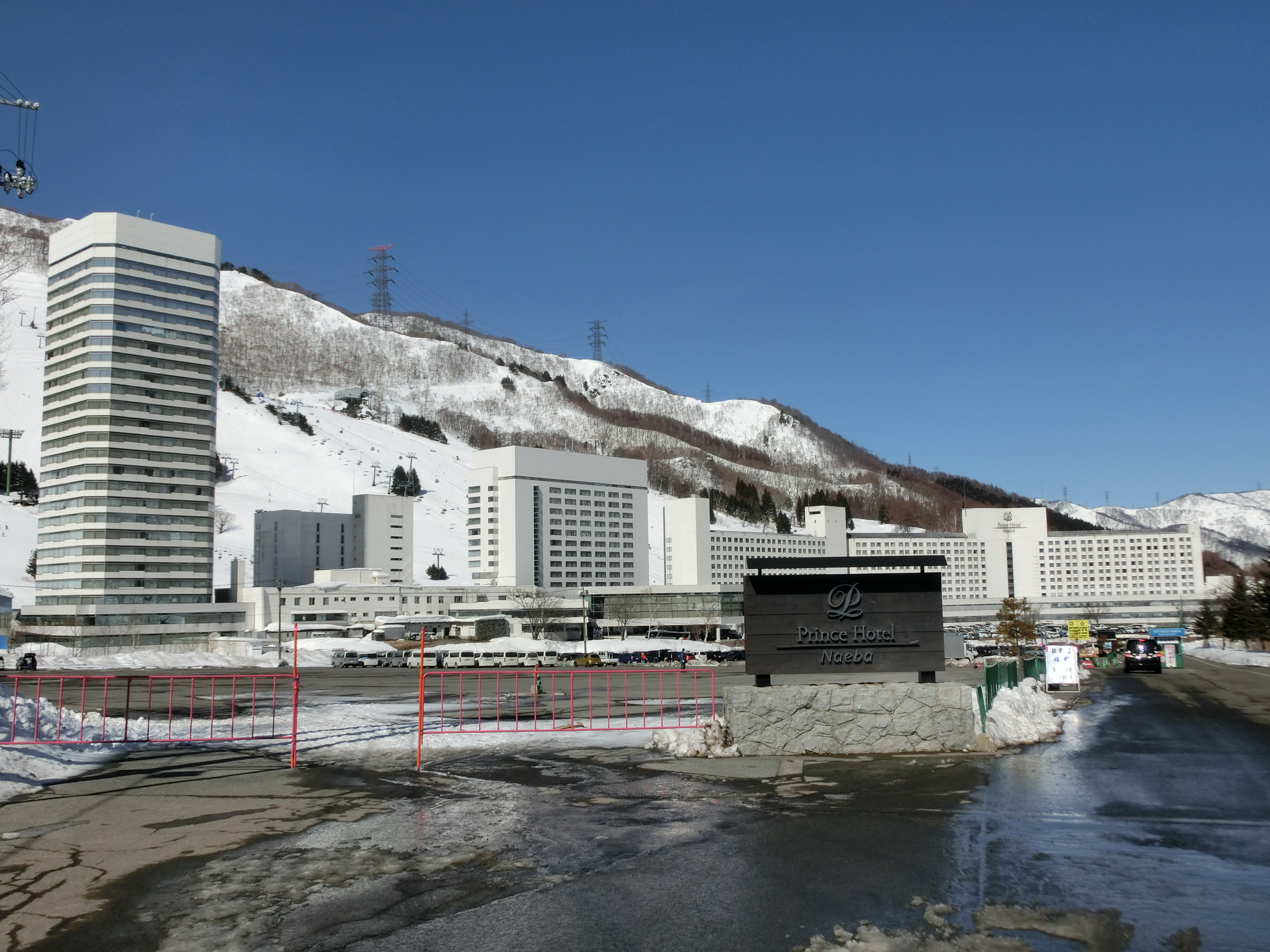
苗場プリンスホテル

バレンタインデーにチョコを贈る慣行は、オイルショックによる景気低迷の時代に、百貨店業界がより積極的に仕掛けたように、クリスマス・イヴにカップルで夜景の見える高級レストランで食事・デートし、高級ホテルに宿泊するというスタイルは、円高不況期にホテル・外食産業やマスメディアなどによって仕掛けられた。
赤坂プリンスホテルやシェラトン・グランデ・トーキョーベイ・ホテル、東京ベイヒルトンなどの高級シティホテルに宿泊することが流行し、3か月前の予約受付開始直後に12月24日の予約が一杯になる状況が続いた。

### スキーリゾート
また前述の通り、スキー場の開発が相次いでなされたことと、1987年に映画『私をスキーに連れてって』が大ヒットしたこともあって、スキーブームが起こり、苗場プリンスホテルなどが人気となり、リフト待ちに数時間かかるような事態も起きるほどであった。
さらに、東京都心から近い千葉県船橋市に開業した屋内スキー場「ザウス」のオープンはバブル崩壊後の1993年であるが、スキー人口のピークの年でもあった。

### 音楽市場
楽器メーカーでは、ヤマハがスキーブームに便乗して「スキーバスの中に持ち込んで手軽に作曲が楽しめるもの」をコンセプトに設計された、音源内蔵シーケンサーQY10を開発している。
また、テレビ番組『三宅裕司のいかすバンド天国』（TBS）が人気を獲得し発生した「バンドブーム」の流れに乗り、ギターやシンセサイザーをバンド系ミュージシャンとのタイアップやCM放送を通じて盛んに売り出した。

### 鉄道
鉄道でも大きな動きがあり、国鉄分割民営化が実施され、1987年にJRグループが発足した。
従来では考えられなかった超豪華列車（「北斗星」「トワイライトエクスプレス」等、またオリエント急行の来日もこの時期）や、リゾートに特化した車両（「スーパービュー踊り子」等）、大手私鉄では新鋭の特急系車両（例として、東武「スペーシア」を肇めに小田急ロマンスカーHiSEとRSEや名鉄「パノラマSuper」、近鉄「アーバンライナー」、京阪8000系など）が登場し、これらの列車はバブル崩壊後も根強い人気を保っている。
冷房化率は1985年に国鉄で81%、大手私鉄7社平均で77%に達した。その後大手私鉄では80年代後半以降阪神、相鉄、京急、小田急、西武と次々に100%化を達成。しかし営団地下鉄はトンネル自体を冷やすトンネル冷房路線から車両の冷房化が遅れた。

### 歓楽街・ディスコ
消費の過熱は、六本木や銀座、新宿、渋谷などの歓楽街にも影響し、大金を手にしたいわゆる「バブル紳士」から、学生ビジネスのみならず、アルバイトで遊ぶための金を手にした学生までが大金をつぎ込んだ。
1980年代後半にかけて、六本木では雑居ビル「スクエアビル」の殆どがディスコになった他、六本木駅界隈には、50店舗以上もディスコが乱立し、その多くが盛況になるなど、第2次ディスコ・ブームが起こった。ディスコ以外にもカフェバーやカラオケパブが流行するなどし、この頃のバブル景気の象徴として「ジュリアナ東京」や「マハラジャ」が取り上げられることが多い。
また、都心や歓楽街の地価高騰に伴い、地価・家賃が比較的安価だった再開発前のお台場等の湾岸線に存在した倉庫や工場跡を改装・リメイクしてディスコやライブハウスとしてオープンさせるウォーターフロントブームが発生。MZA有明などがその先駆けとなった。
学生ビジネスなどが発達し、裕福な大学生を中心に組織されたイベント系サークルが、これらのディスコを数十店舗単位で同時に貸し切り、ミズノや日産自動車、スバルやサントリーなどの大企業のスポンサーを付けた上で、全国規模で数千人を動員するパーティーも行われた。

### モータースポーツブーム

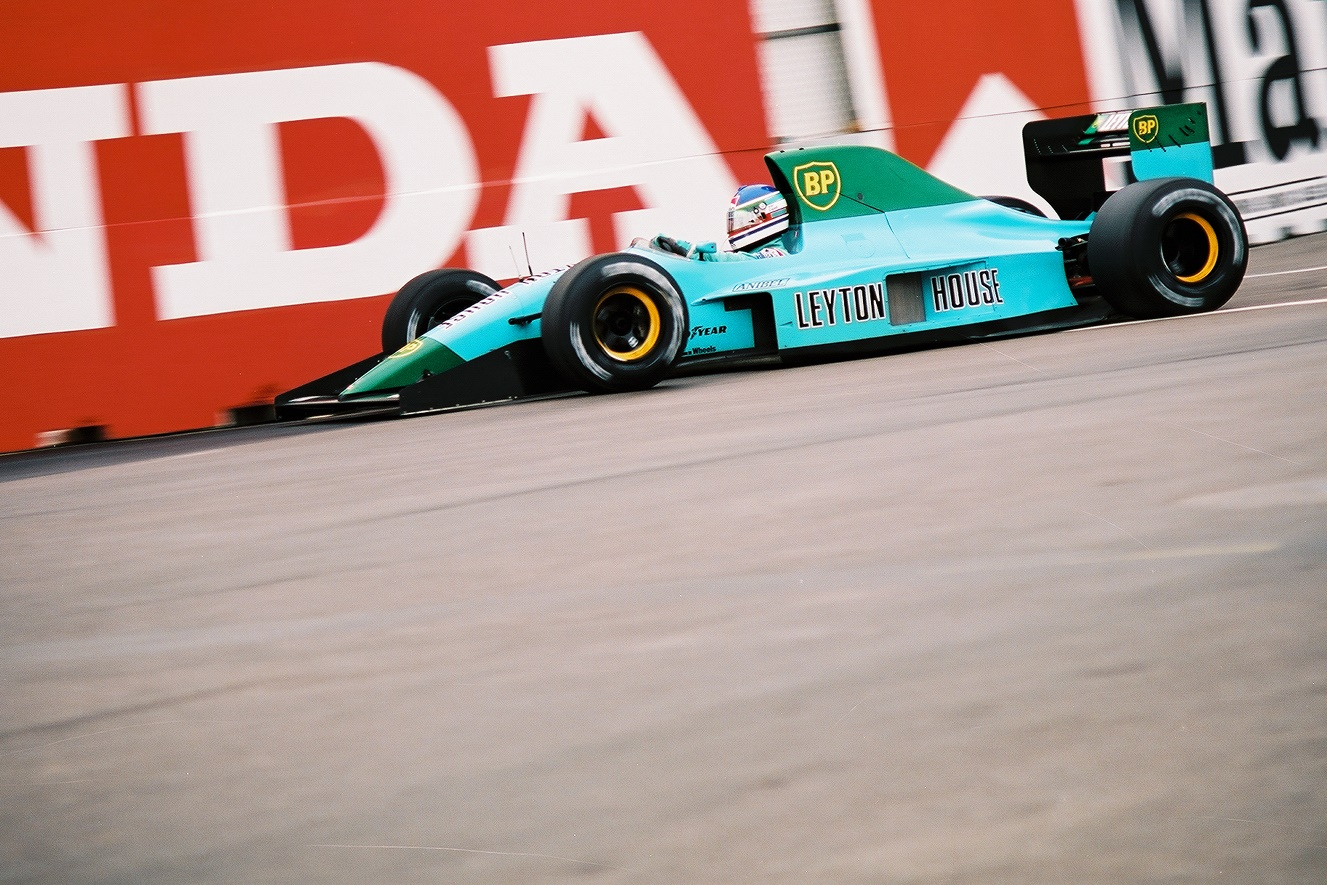
レイトンハウスF1チームのマーチ901・イルモア

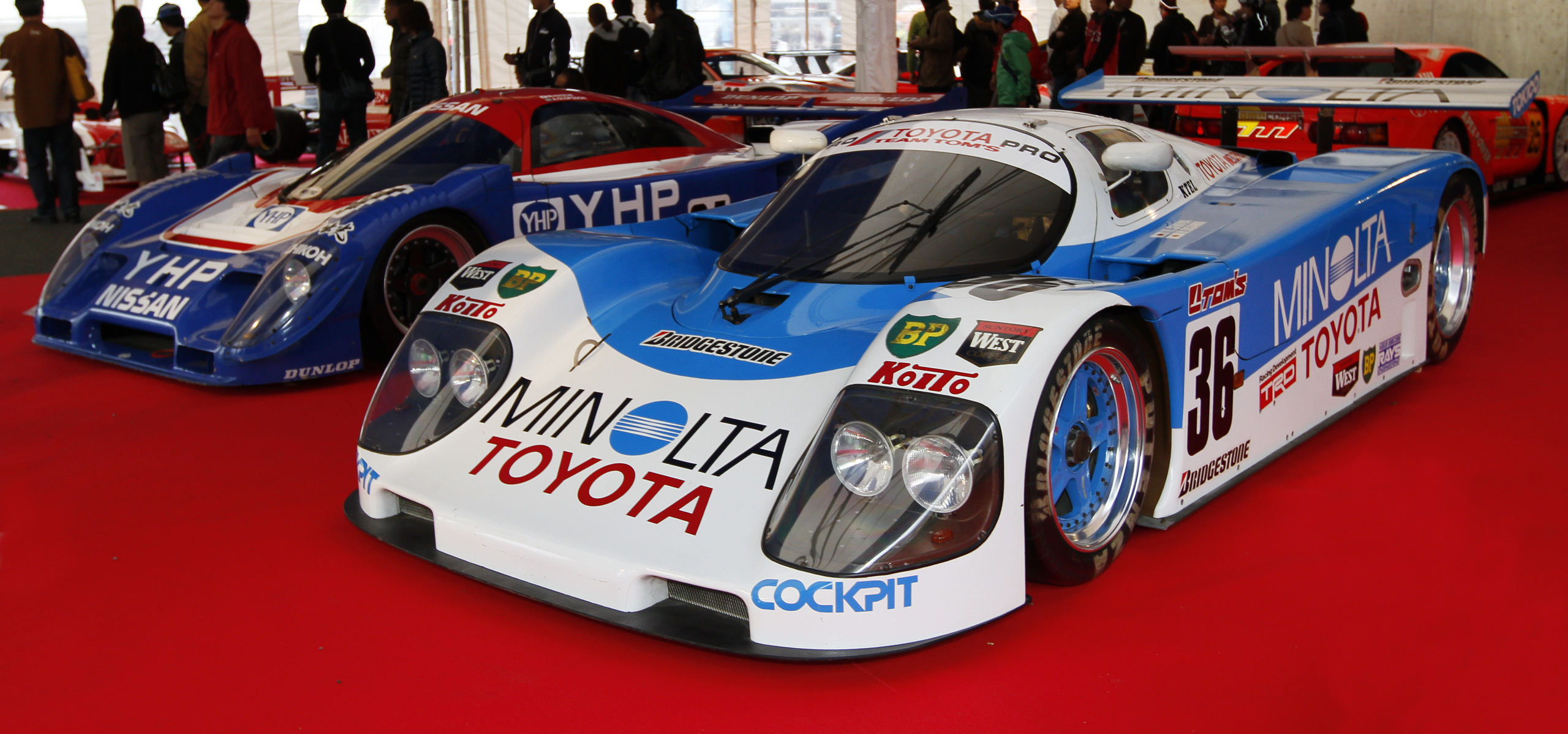
トヨタ90C-Vと日産R90CP

世間がバブルに沸く中、1987年の中嶋悟のF1レギュラー参戦とホンダエンジンの活躍、フジテレビによるF1全戦中継開始を機に、モータースポーツブームが巻き起こった。

#### F1
F1を中心とした空前のモータースポーツブームに、宣伝効果を狙った様々な企業が群がった。フットワーク（アロウズを買収）やレイトンハウス（マーチを買収）、エスポ（ラルースを買収）、ミドルブリッジ（ブラバムを買収）など多くの日本企業がF1チームの買収を行い、参戦。また、三洋電機や東芝、セイコーエプソン、三越、セガなどの多くの日本企業がチームのスポンサーに名乗りを上げた。
さらにヤマハ（ザクスピードに1989年から供給）やスバル（コローニに1991年に供給）がエンジンサプライヤーとして参戦したほか、1988年からは中嶋悟に続き、鈴木亜久里が日本企業のスポンサーを受けて1995年までレギュラー参戦した。

#### 海外レース
F1のみならず、ル・マン24時間レースやパリ・ダカールラリーをはじめとする世界各国のレースに参加する日本の自動車会社や日本人レーシングドライバーに対し、大企業から中小企業まで様々な日本企業がスポンサーを行った。

#### 国内レース
また、当時日本国内のモータースポーツのトップカテゴリーだった、全日本F3000選手権や全日本スポーツプロトタイプカー耐久選手権 (JSPC)・全日本ツーリングカー選手権 (JTC) 等には、サントリーや日本たばこ、ミノルタ、ワコールなどの大手企業から、CHERENA、三和都市開発、VIPバケーションなど、不動産取引で大金を手にした不動産業者をはじめとする中小企業、さらに武富士、プロミス、アコムなどの消費者金融業者まで、多くの企業がスポンサーに名乗りを上げ、豊富な資金を得たことを背景に、1990年の全日本F3000選手権には、40台近くがエントリーするなど空前の参戦台数を記録した。
さらに、不動産投機を目的としたリゾート開発の過熱とあわせて、国内におけるサーキットの建設計画が多数立ち上がり、実際に計画され完成に至っただけでも、オートポリス、TIサーキット英田、十勝インターナショナルスピードウェイなどがあるが、上記の3つともにバブル崩壊後に運営法人が破産した。

### 高級車ブーム
バブル経済の時代、ベンツや日産のシーマなど高級消費ブームに沸いた。

#### 日本車

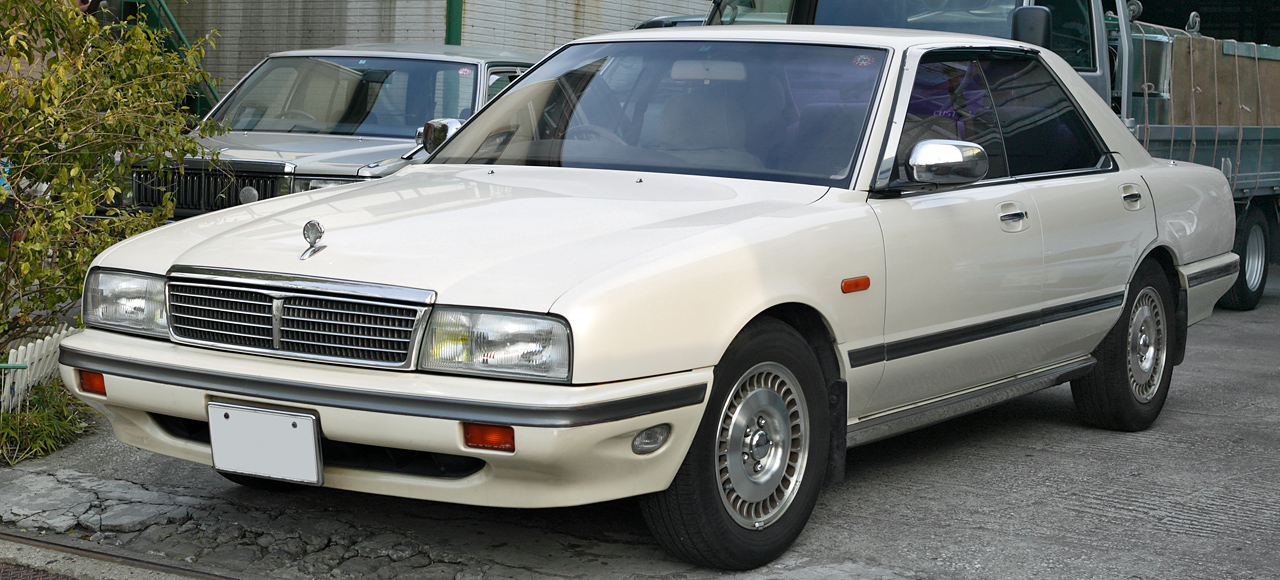
日産・シーマ（初代）

1988年1月、日産自動車が発売した500万円以上の高級車「シーマ」が大ヒットを記録、日本銀行の支店長会議では、日本の豊かさを表しているとしてこの事例を「シーマ現象」と名付けた。
この頃、シーマのほかトヨタ・ソアラやクラウンなどの「ハイソカー」と呼ばれる3ナンバーの国産高級車への人気集中が起きた。とくに1989年に税制改正され、3ナンバー車に以前のような重課税がなされなくなってからは、各メーカーがこぞって対象車種を発売したことから、これらの3ナンバー車の販売台数が飛躍的に増加した。
また、1989年にアメリカで先行販売されたトヨタ・セルシオやインフィニティ・Q45などを、日本での販売開始前にアメリカから逆輸入して高値で販売する業者や、1990年に発売され納車まで1年以上を要していたホンダ・NSXを「即納可能」として、高値で転売する業者も現れた。

#### 輸入車
大都市の道路でメルセデス・ベンツ・Sクラスやポルシェ・911、ジャガー・XJなどの高級輸入車が走る姿が日常の光景の一部となり、フェラーリやランボルギーニ、マセラティやロールス・ロイスなど、それまで輸入台数が極端に少なかった高級車が特に珍しい存在ではなくなったのはこの頃のことである。
またこの当時、ヤナセ（メルセデス・ベンツ）やBMWジャパン（BMW）などの正規輸入販売代理店経由でこれらの車を購入する場合、車種によっては注文してから納車されるまで1年以上かかるケースがあったため、輸入車専門店がドイツやアメリカ、ドバイなどから新車（時には中古車）を並行輸入し、「即納可能」として正規輸入販売代理店の販売価格に上乗せしたプレミア価格で販売し、その広告を全国紙に掲載しているケースもあった。

#### BMWとメルセデス・ベンツ

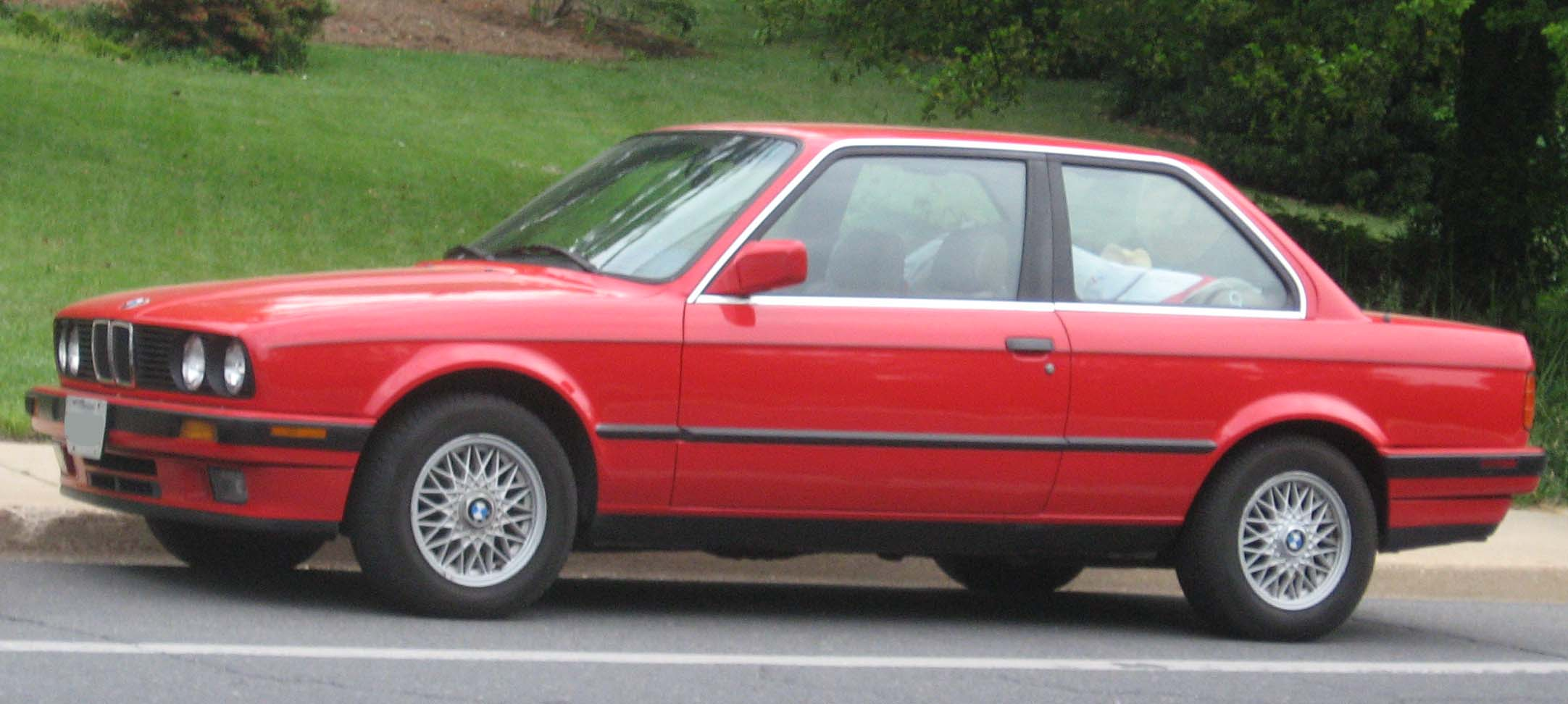
BMW・3シリーズ（E30）

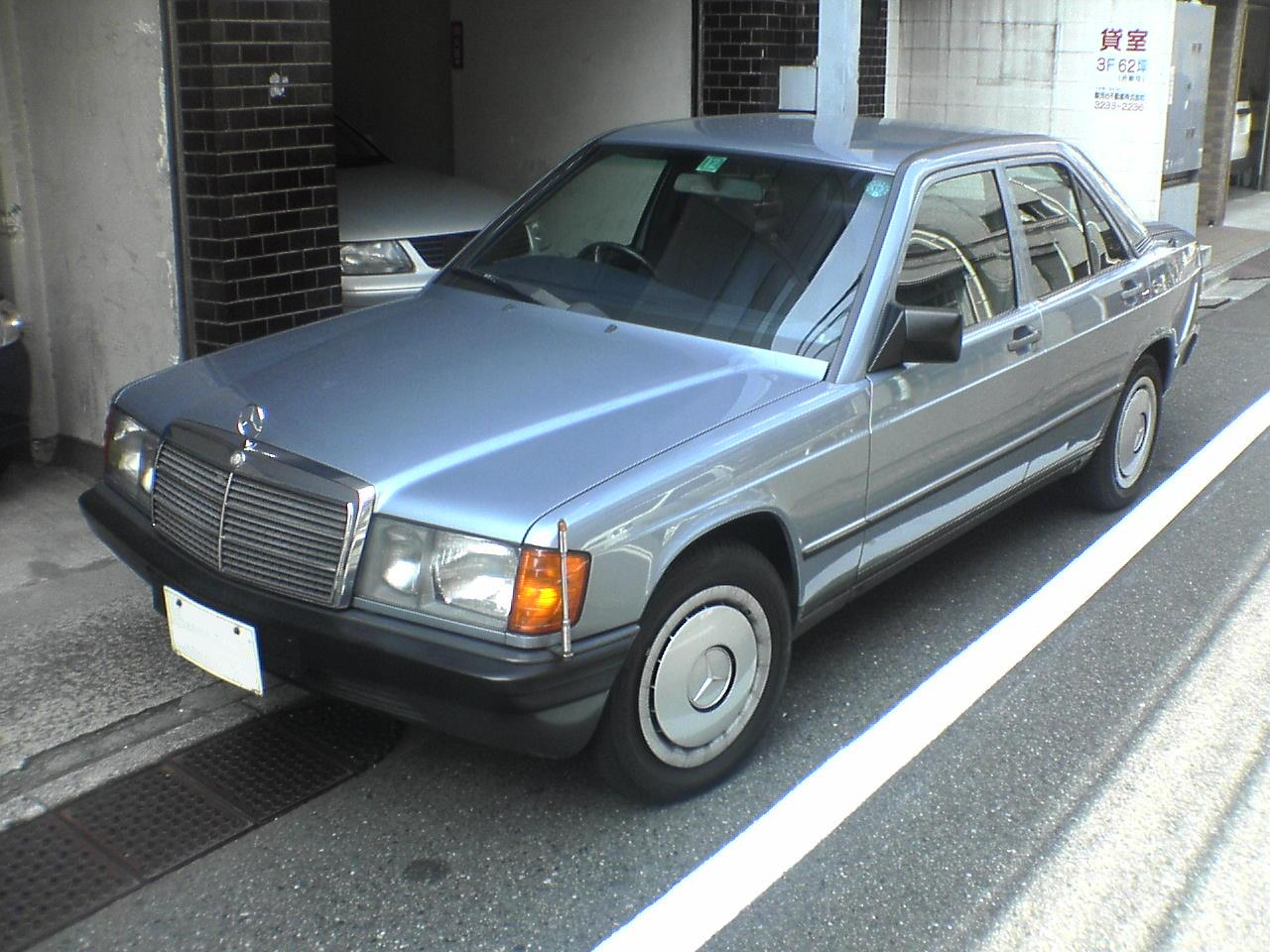
メルセデス・ベンツ・190E

富裕層のステータスシンボルとされていたBMWも、バブル期の六本木では多く見られた。とりわけBMWの中でもコンパクトな3シリーズ（E30型）は、国産の大衆車であるトヨタ・カローラになぞらえて「六本木カローラ」などと呼ばれるほどに普及した。
メルセデス・ベンツ・190Eも同様の理由から多く見られ、「小（こ）ベンツ」「赤坂サニー」などと呼ばれた。

#### フェラーリ

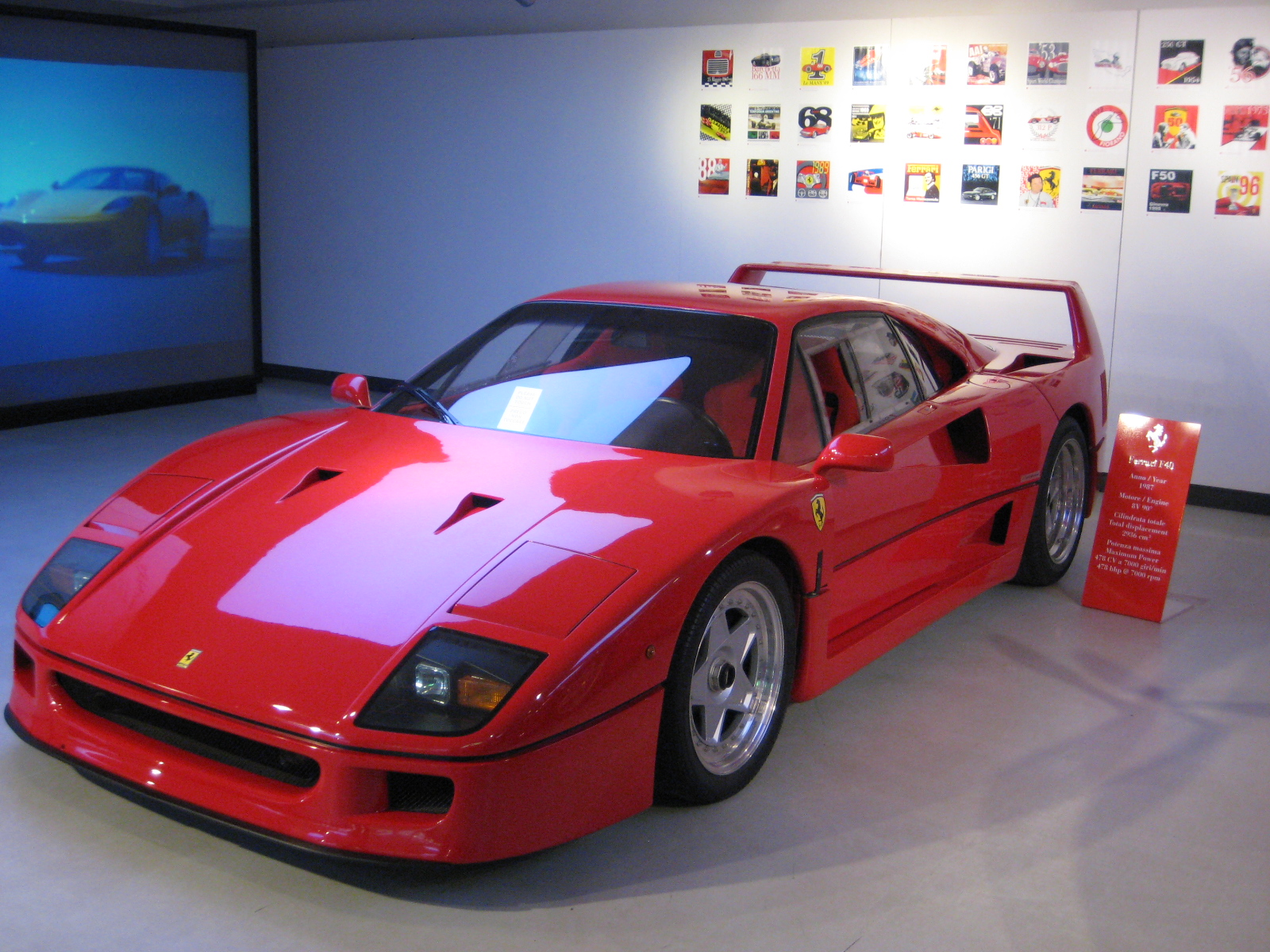
フェラーリ・F40

この頃フェラーリは、1988年に創設者のエンツォ・フェラーリが死去したことや、同時期にヨーロッパの自動車バイヤーによって中古販売価格を吊り上げるために買い占めが行われたこともあり、新車のみならず中古車価格も世界的に高騰していた。
このような世界的な供給不足を受けて、人気車種のテスタロッサを当時の正規輸入販売代理店のコーンズ・アンド・カンパニー・リミテッドで新車で注文した場合、納車されるまで2 - 3年を要するという状況であった。
そのため、限定で生産されたF40は、コーンズ・アンド・カンパニー・リミテッドでの新車価格が4,650万円のところを並行輸入された新車（即納可能）が輸入車専門店で2億5,000万円で、テスタロッサが新車価格が2,300万円のところを5,000万円近くで、348が新車価格が1,650万円のところを4,500万円近くで販売されていたという記録が残っている。

#### ロールス・ロイス

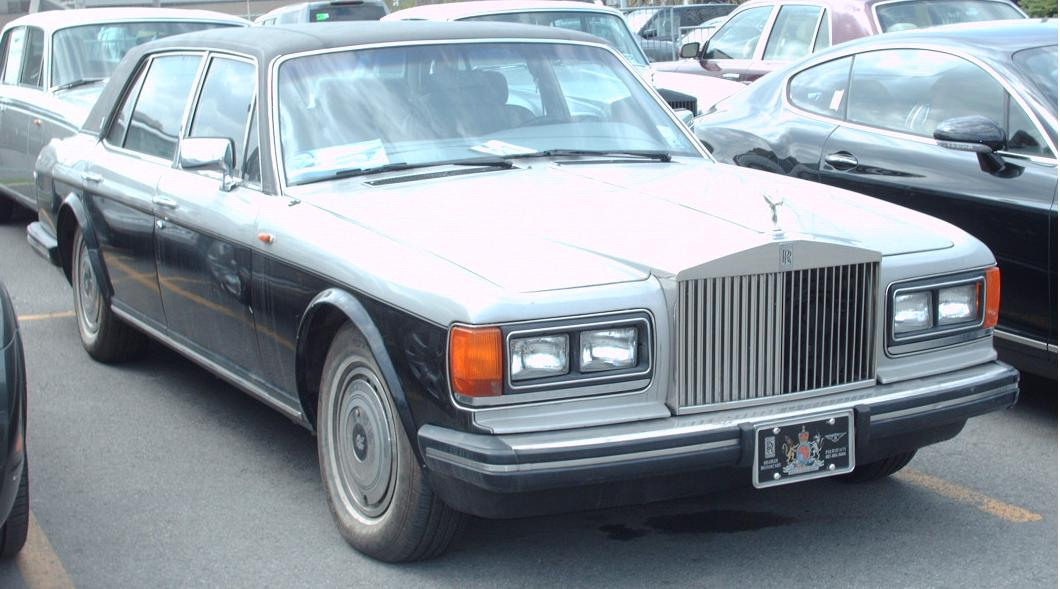
ロールス・ロイス・シルヴァースピリット

バブル景気絶頂期の1990年には、ロールス・ロイスの全生産台数の約3分の1強が日本で販売された。その後、バブル崩壊によってそれらの車両はオーナーの手から離れたために、日本におけるロールス・ロイスの中古車市場は大暴落し、その多くが1990年代中盤に海外の自動車バイヤーに買い取られていった。

#### ポルシェ
1986年に発表され、1987年に日本国内でも発売された限定車の959が、当時の正規輸入販売代理店のミツワ自動車からは数台しか輸入されない（総生産台数は当初200台とされていた）というその希少性から並行輸入車が高値で取引され、1億円近い価格をつけるものも存在した。

### 消費文化
バブル期は、堤清二が率いるセゾングループが、1980年代に拡大していったセゾン文化と呼ばれる消費文化を牽引していくことで、消費生活のひとつの完成形を見る。当時、大人は西武で、若者はパルコで買い物をするのが一種のステイタスになっていた。グループ内の西武百貨店やパルコのほかには、セゾン美術館、銀座セゾン劇場、パルコ劇場、ロフト、無印良品、アール・ヴィヴァンなどがあり、単にモノを売るだけではなく、文化やイメージを売るというスタイルは「イメージ戦略」と呼ばれ、当時は斬新とされた。渋谷公園通りがオシャレで、この通りに近い西武やパルコは、当時の修学旅行生の観光地にもなっていた。
シブヤ西武（後の西武渋谷店）SEED館には伝説のショップ『カプセル』を設置し、デビュー間もない川久保玲（コム・デ・ギャルソン）、山本寛斎、イッセイミヤケ、タケオキクチら、新進のデザイナーズブランドを展示した。糸井重里の「じぶん、新発見。」「不思議大好き。」「おいしい生活。」などのキャッチコピーや、ハドソン川を内田裕也がスーツ姿で泳ぐバージョンなど、パルコの斬新なCMはしばしば話題になった。
ただし、「カプセル」がオープンしたのは1970年、糸井重里のキャッチコピーはは1981〜1983年、内田裕也のCMは1985年で、いずれもバブル景気以前のことである。石岡瑛子、長沢岳夫などを起用した、インパクトのあるイメージと挑発的なコピーのポスター・CMの多くも1970年代〜1980年代前半のものである。美術館、劇場、出版事業等も1970年代から手がけており、堤清二はセゾングループの文化戦略のピークは1975年〜1982年頃だと語っている。
六本木ヒルズメトロハットがある場所には、CD・レコード専門店「WAVE」があり、コンテンポラリー・アートと音楽の店で、青山ブックセンターと並び称された「アール・ヴィヴァン」と共に、若者や文化人に定評だった。また過剰なまでに消費が旺盛だったバブル期にあって、過剰な意味や装飾性を削ぎ落した「無印良品」は、却って新鮮だった。元は同じグループだった、西武鉄道グループのプリンスホテルやスキーリゾート、そして「としまえん」のCMも脚光を浴びた。
一方、セゾンのライバルだった東急グループでは、東急ハンズを拡大していった。
ダイエーは南海ホークス買収、福岡ドーム、流通科学大学、新神戸オリエンタルシティ建設など絶頂期にあり、土地神話とともに業績を拡大。日本を代表する企業となっていた。

## バブルを象徴する企業、事件など

### 事件
- 東海銀行赤坂支店不正融資事件
- イトマン事件
- リクルート事件

### 人物
- 堤義明
- 森泰吉郎
- 磯田一郎
- 河村良彦
- 尾上縫
- 許永中
- 横井英樹
- 斎藤英四郎
- 澄田智
- 高橋治則
- 川本源司郎
- バブル青田
- 田中森一
- 伊藤寿永光

### その他
- 国際花と緑の博覧会（花博）
- 東京都庁舎 - 「バベルの塔」をもじって「バブルの塔」と揶揄される。
- 東京ドーム
- トレンディドラマ
  - 「君が嘘をついた」（1988年、フジテレビ）
  - 「東京ラブストーリー」（1991年、フジテレビ）
- ウォーターフロント
  - 芝浦
  - 天王洲
- ディスコ
  - マハラジャ
  - スクエアビル
  - MZA有明
  - ジュリアナ東京
  - トゥーリア
- ティラミス
  - マスカポーネ
- ホイチョイ・プロダクションズ
  - 松任谷由実 - 同社の「私をスキーに連れてって」、「波の数だけ抱きしめて」に楽曲を提供。
- 第二次バンドブーム
  - 三宅裕司のいかすバンド天国 - 通称「イカ天」。
  - 日清パワーステーション
  - インクスティック
- カーレース
  - レイトンハウス
  - F1
  - F3000
- 高級車
  - ハイソカー
  - 日産・シーマ
  - トヨタ・ソアラ（後のレクサス・SC）
  - ホンダ・NSX
  - BMW・3シリーズ - BMW E30は「六本木カローラ」と呼ばれた。
  - フェラーリ F40
- ふるさと創生事業
- リゾート法
  - 億ション
  - アルファリゾート・トマム（後の星野リゾート トマム）
- ペンシルビル
- DCブランド
- OVA
- ニューメディア

### バブルを描いた娯楽作品など
Category:バブル期の昭和時代を舞台とした作品も参照。

#### 当時制作され、時代の空気を反映している作品
映画
- マルサの女2（伊丹十三 監督・脚本）
- 私をスキーに連れてって
- 彼女が水着にきがえたら
- 就職戦線異状なし
- 家族輪舞曲

テレビドラマ
- 抱きしめたい!（フジテレビ系列）- トレンディドラマの代表作
- 東京ラブストーリー（フジテレビ系列）
- それでも家を買いました（TBS系列）住宅高騰のなかの庶民の姿を描いたトレンディードラマ

テレビの情報番組
- オールナイトフジ（フジテレビ系列）- 当時の「女子大生ブーム」の火付け役となった[27]。
- テレビあっとランダム、徳光のTVコロンブス（テレビ東京系列）- いずれもバブル景気の東京を特集した情報番組。

漫画・アニメ
- りびんぐゲーム（漫画・星里もちる）- バブル景気の厳しい住宅事情を描いたコメディ漫画。雑誌連載中にバブルが崩壊したので、作者はストーリーを大幅に修正しなければならなくなった。
- プロジェクトA子
- シティーハンター

小説
- 極東セレナーデ（小林信彦） - 朝日新聞連載小説（1986年1月〜1987年1月）。平凡な20歳の女性（失業中）が、幸運を掴みショービジネスの仕事でニューヨークに進出する。当時は1ドルが150〜200円だったので[28]、好景気ではあっても海外旅行は今よりも高嶺の花であった。1992年に「ウーマンドリーム」としてドラマ化。

音楽
- J.BOY（浜田省吾の楽曲）

#### バブル崩壊後の時代に製作されたもの
- バブル（NHKドラマ）
- 13歳のハローワーク（テレビ朝日ドラマ）
- バブルと寝た女たち（映画・新村良二監督）
- バブルへGO!! タイムマシンはドラム式（映画・ホイチョイ・プロダクションズ製作/馬場康夫監督）
- バブルアゲイン（楽曲：東京プリン、著書：伊藤洋介）
- ぼぎちん - バブル純愛物語（横森理香）
- SPEED GRAPHER
- アッコちゃんの時代（小説・週刊新潮連載/林真理子）
- 半沢直樹シリーズ
- 龍が如く0 誓いの場所（家庭用ゲーム）
- むこうぶち　高レート裏麻雀列伝（漫画：天獅子悦也、協力：安藤満（安藤満逝去後はケネス徳田が闘牌協力））- バブル経済が頂点に差し掛かりつつあった1980年代。高レートで行う賭け麻雀に走る人々を題材にしたギャンブル漫画。
- 仮面ライダーキバ

### バブルを描いた書籍
- 原宏之『バブル文化論―ポスト戦後としての一九八〇年代』（慶應義塾大学出版会）
- 宮崎義一『複合不況 ポスト・バブルの処方箋を求めて』（中公新書）
- 吉崎達彦『1985年』（新潮新書）
- 村田晃嗣『プレイバック1980年代』（文春新書）
- 日本経済新聞社編『検証バブル犯意なき過ち』（日経ビジネス人文庫）
- 都築響一『バブルの肖像』（アスペクト2006年）[29]